# Scopula hesycha
Scopula hesycha là một loài bướm đêm trong họ Geometridae.